# Gerd Owsian
Gerd Owsian (* 17. Februar 1940 in Naundorf bei Freiberg, Sachsen; † 5. März 1999 in München) war ein deutscher Holzgestalter, Holzbildhauer und Restaurator.

## Leben
Gerd Owsian wurde in Naundorf bei Freiberg in Sachsen geboren. Nach der Volksschule absolvierte er von 1954 bis 1957 eine Lehre als Metallhüttenwerker im Freiberger Bergbau- und Hüttenkombinat „Albert Funk“. Dort wirkte er künstlerisch im Kulturzirkel des Hüttenwerks mit. Von 1965 bis 1968 absolvierte er ein Studium an der Ingenieurschule in Köthen-Bernburg in den Fächern Chemie und Metallogie.
Von 1968 bis 1983 arbeitete Owsian im Zentralinstitut für Festkörperphysik und Werkstoffforschung in Dresden. In den Jahren von 1983 bis 1985 war er als Metallrestaurator am Völkerkundemuseum Dresden tätig. Während der ganzen Zeit arbeitete er künstlerisch und eignete sich seine Fähigkeiten und Fertigkeiten für seine holzbildhauerischen Arbeiten an. Ab 1985 war er freischaffender Holzrestaurator, Holzbildhauer und Gestalter in Dresden und wohnte in Niederpoyritz, Staffelsteinstraße 33. Später erfolgte der Umzug nach München. Owsian starb dort 1999 und wurde in Dresden auf dem Hosterwitzer Friedhof beigesetzt.

## Werke (Auswahl)

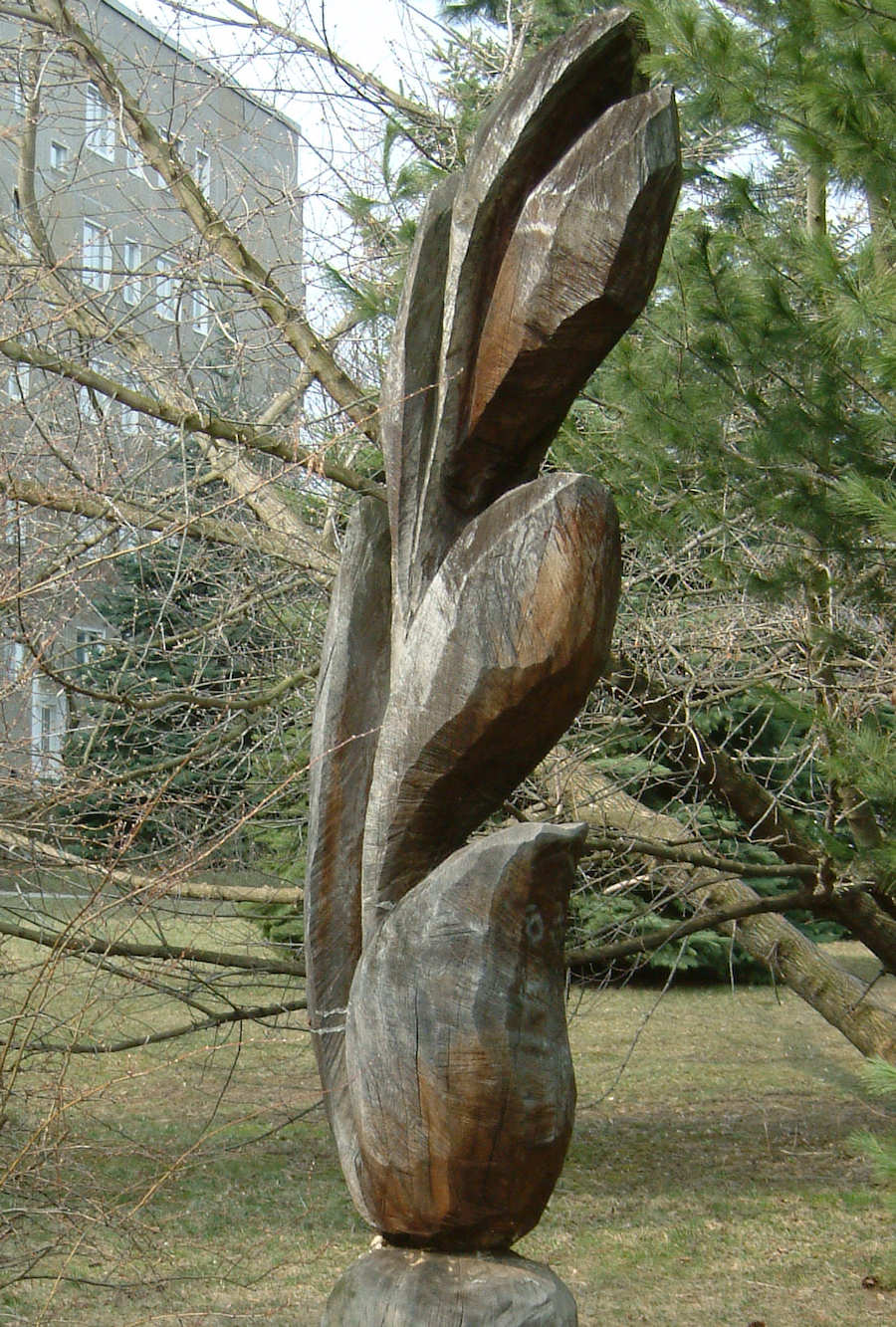
Blume von Gerd Owsian, Löbau, Mozartstraße

- 1986 Blume (Holz), Mozartstraße in Löbau
- 1989 Spielplastik, Bürgerwiese, Dresden